# 安佑
安佑（1462年—？年），字于吉，四川嘉定州人，民籍，治《易經》，明朝政治人物。

## 生平
四川鄉試第二名舉人。弘治十五年（1502年）中式壬戌科會試第二百十二名，三甲第八十八名進士。

## 家族
曾祖安義；祖父安浩，遇例冠帶；父安尚民，母李氏；繼母錢氏。重庆下。